# Potamilla ehlersi
Potamilla ehlersi är en ringmaskart som beskrevs av Gravier 1906. Potamilla ehlersi ingår i släktet Potamilla och familjen Sabellidae.
Artens utbredningsområde är Röda havet. Inga underarter finns listade i Catalogue of Life.